# Alstom Metropolis

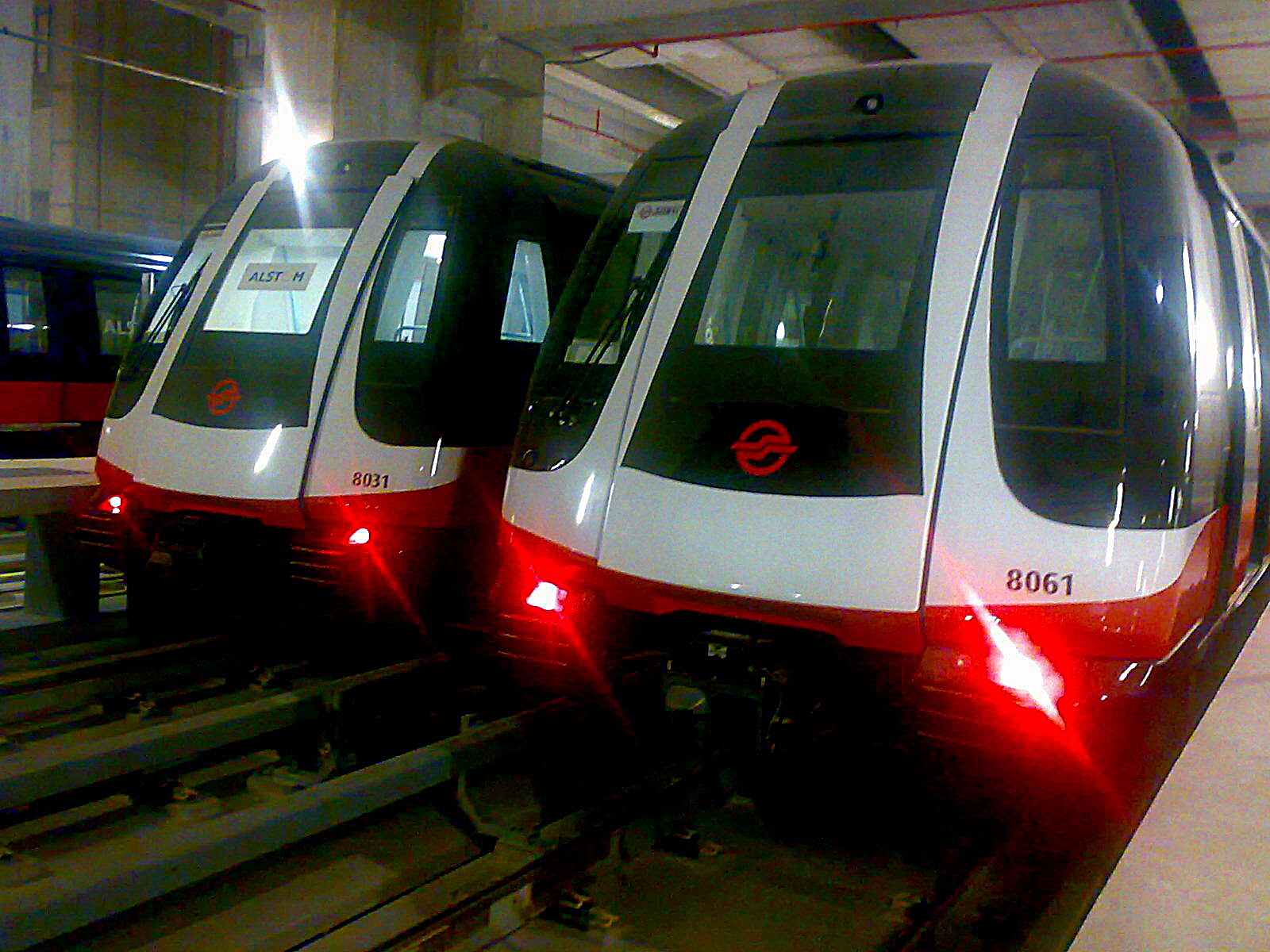
Două trenuri Alstom Metropolis fără mecanic (C830) din metroul din Singapore, în funcțiune din 2014.

Metropolis este o gamă de material rulant feroviar electric, fabricat de Alstom și destinat sistemelor de transport de metrou. Ramele Metropolis sunt prezente în 25 de orașe din lume, printre care Singapore, Shanghai, Varșovia, Buenos Aires, São Paulo, Santiago de Chile, Barcelona și Istanbul, pentru un total de 5.500 de vagoane în circulație în 2018 . Ramele pot fi utilizate în configurații de 2 până la 10 vagoane și funcționează cu sau fără mecanic.

## Date tehnice

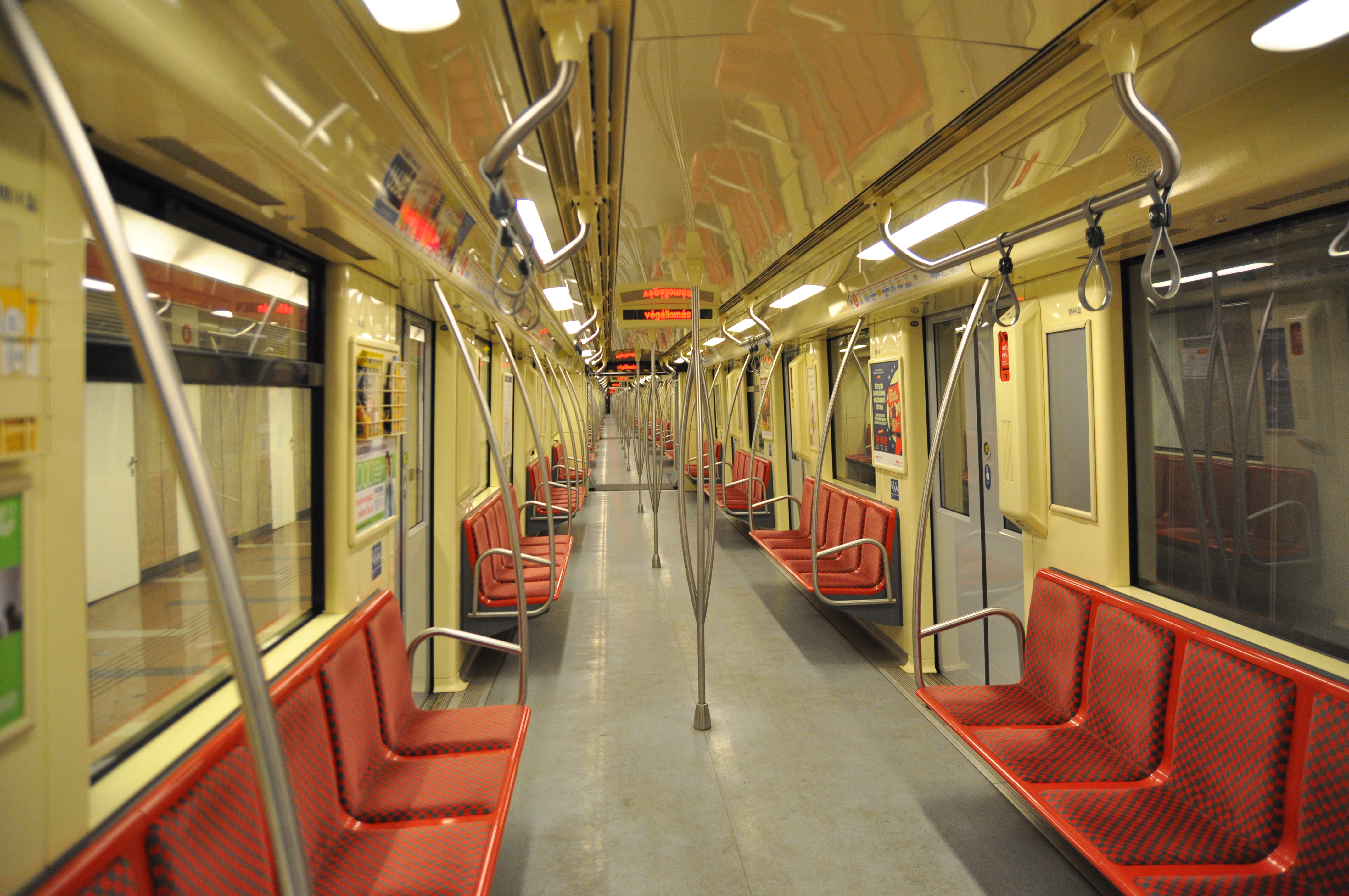
Interiorul unui tren Alstom Metropolis de la metroul din Budapesta.

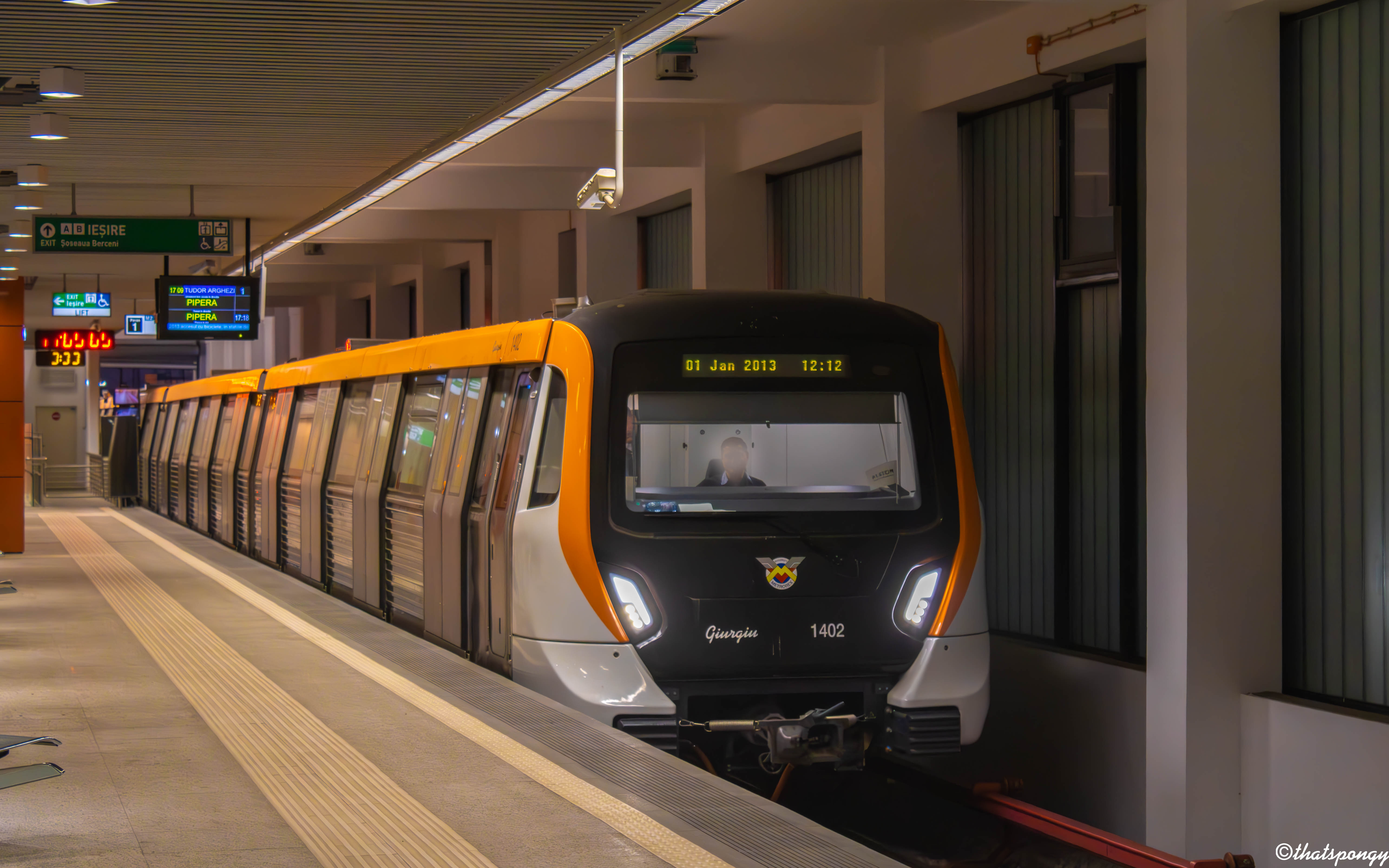
Trenul Alstom Metropolis al metroului din București (2024)

Ramele Alstom Metropolis sunt configurabile. Vagoanele standard au o lățime cuprinsă între 2,4 și 3,2 metri și o lungime între 15 și 25 de metri, dar pot fi oferite dimensiuni personalizate. Ramele pot fi formate din 2 până la 10 vagoane pentru o lungime totală între 30 și 220 de metri. Ele pot fi alimentate fie prin a treia șină (la metroul din Varșovia, metroul din São Paulo, metroul din Singapore), fie prin catenară (la Shanghai, Nanjing, Barcelona și Santo Domingo).
Metropolis poate fi echipat cu sistemul de comandă feroviară automată „Urbalis” (CBTC). Poate fi configurat cu supraveghere video, scaune mai late, bare suplimentare, mai mult spațiu lângă uși, spațiu pentru scaune cu rotile și echipat cu afișaje electronice (șase în fiecare vagon). Sticla folosită pentru ferestre este produsă de Saint-Gobain Sekurit și se numește „Climavit". Potrivit producătorului său, această sticlă ar reduce nivelul de zgomot în vagoane cu 5 decibeli. De asemenea, este un geam termopan pentru a oferi un confort climatic sporit pasagerilor.
Unele seturi de trenuri vândute de Alstom folosesc tehnologii identice cu Metropolis fără a face parte din gamă. De exemplu, trenurile R160A/B ale metroului din New York folosesc aceleași sisteme de tracțiune Onix cu invertoare IGBT.

## Istoric

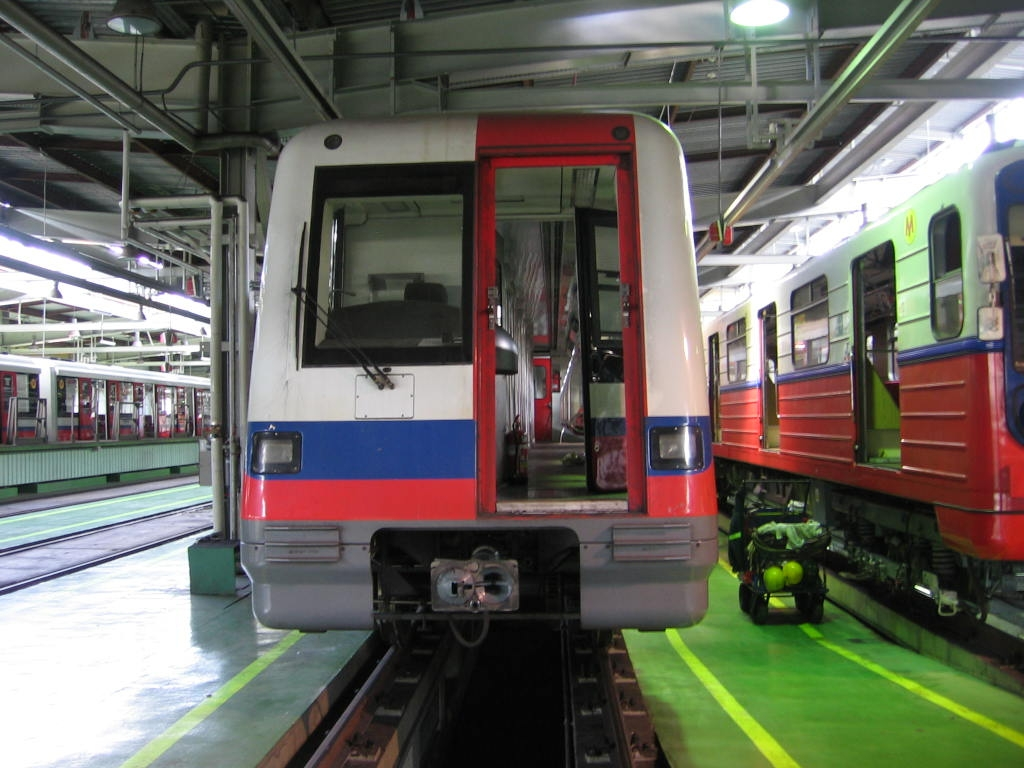
Primele trenuri Alstom Metropolis au intrat în funcțiune în 2000 în metroul din Varșovia.

Gama Metropolis a fost dezvoltată de Alstom în 1998 în Valenciennes. În același an, au fost plasate primele comenzi pentru metroul din Singapore și cel din Varșovia. Primele seturi de trenuri Metropolis au fost puse în funcțiune pe Linia 1 din Varșovia 30 septembrie 2000. Trenurile din Singapore au intrat în serviciul de călători pe 20 iunie 2003 pe linia Nord-Est (NEL). Acestea au fost primele fără mecanic, sub numele de operare C751A. În 1999, au urmat comenzi de la Shanghai pentru linia 3 și Buenos-Aires, apoi Sao Paulo (linia 5) și Shanghai din nou, pentru linia 5, în 2000.
Al șaselea model, comandat în 2002, a fost construit în Spania pentru metrourile din Barcelona și Varșovia sub denumirea de Metropolis 9000.
Operatorul metroului din Amsterdam a făcut o comandă pentru 23 de trenuri pe 2 august 2009 pentru 209 milioane de euro cu primele livrări din primăvara anului 2012. O opțiune pentru 5 trenuri a fost activată în februarie 2013 pentru un total de 42 de milioane de euro și un început al livrărilor în 2014.

## Producție

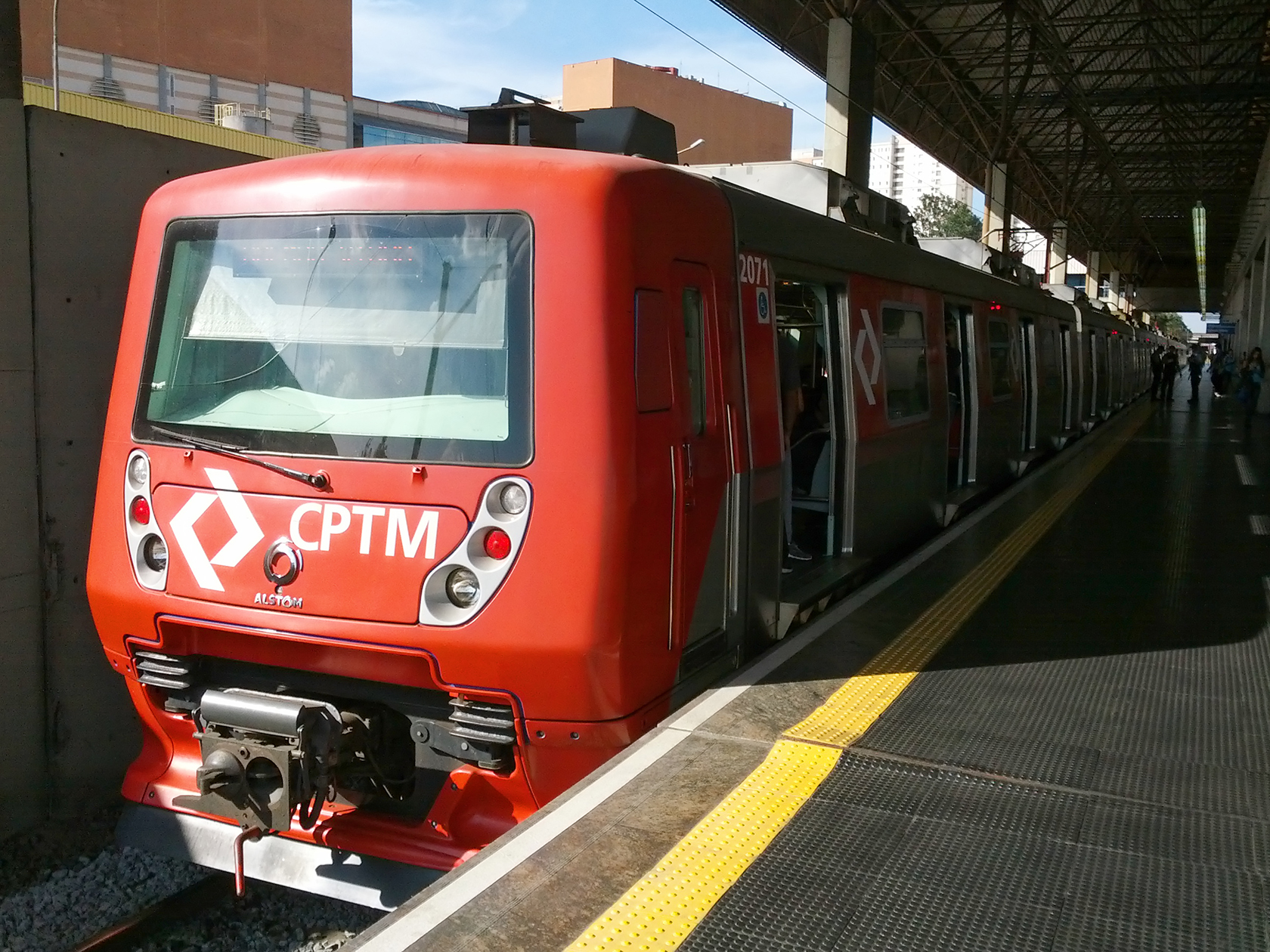
Trenul Alstom Metropolis pentru metrou São Paulo (2002).

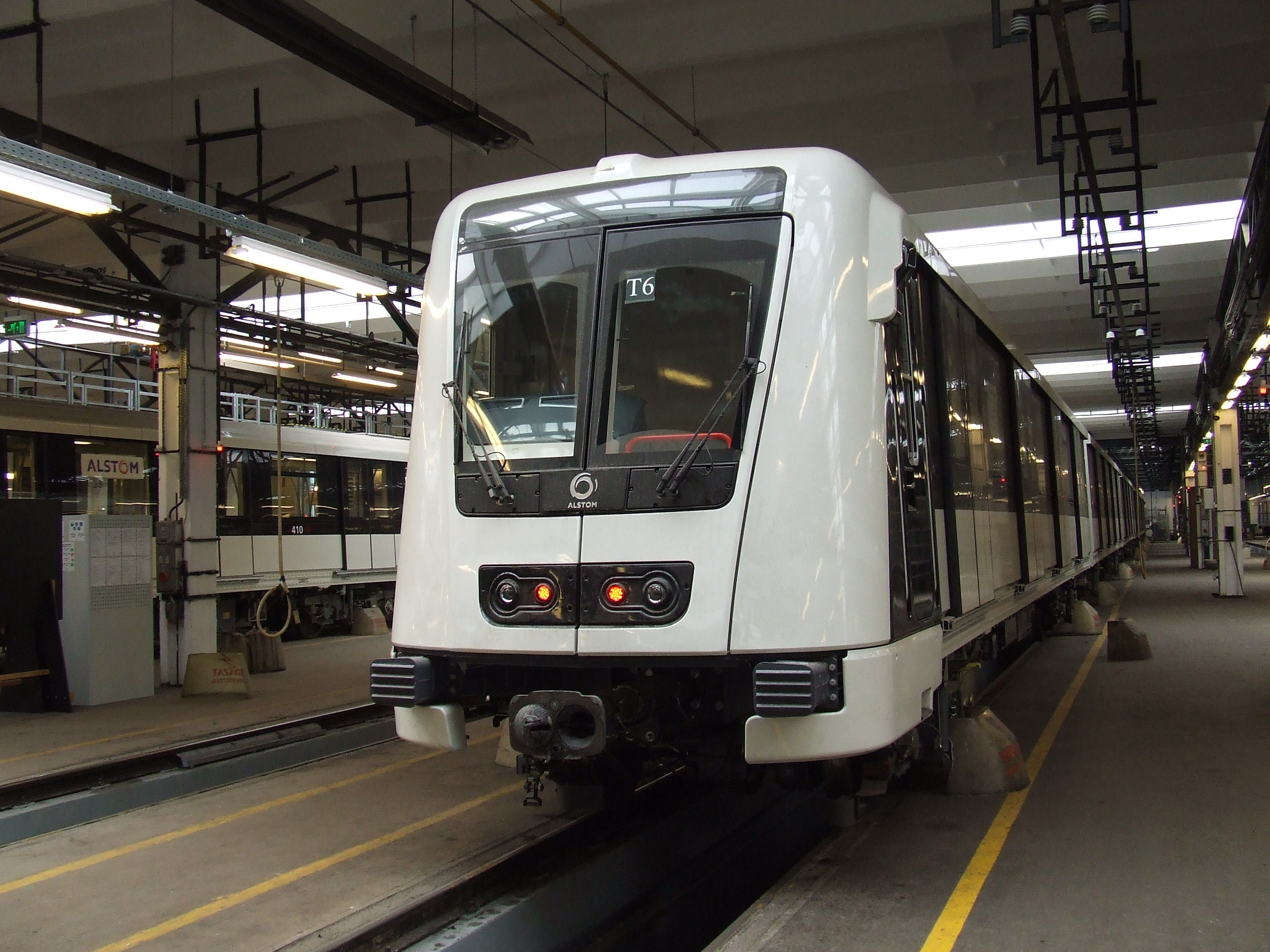
Trenul Alstom Metropolis (AM5-M2) al metroului din Budapesta (2009).

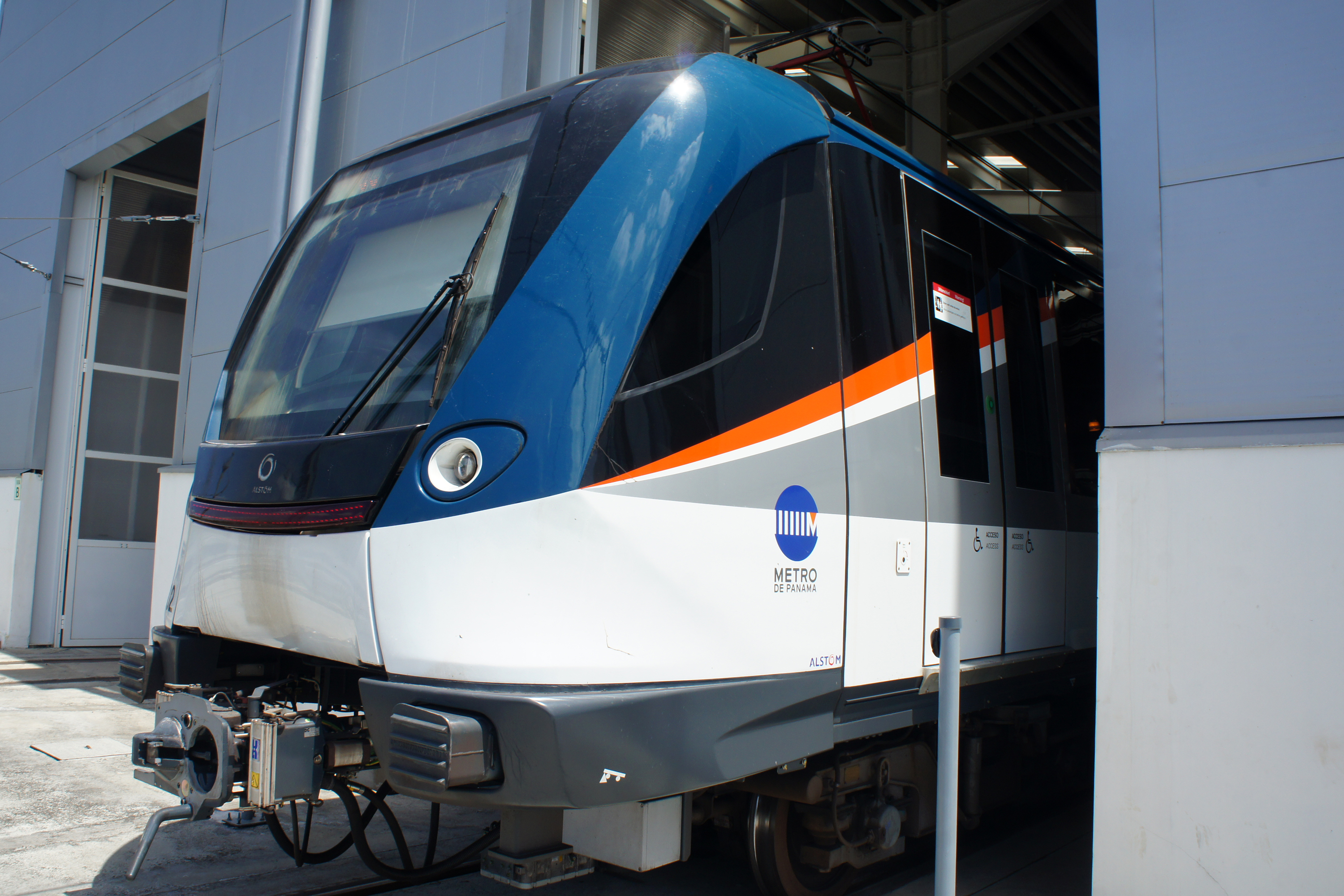
Tren Metropolis 9000 al metroului din Panama.

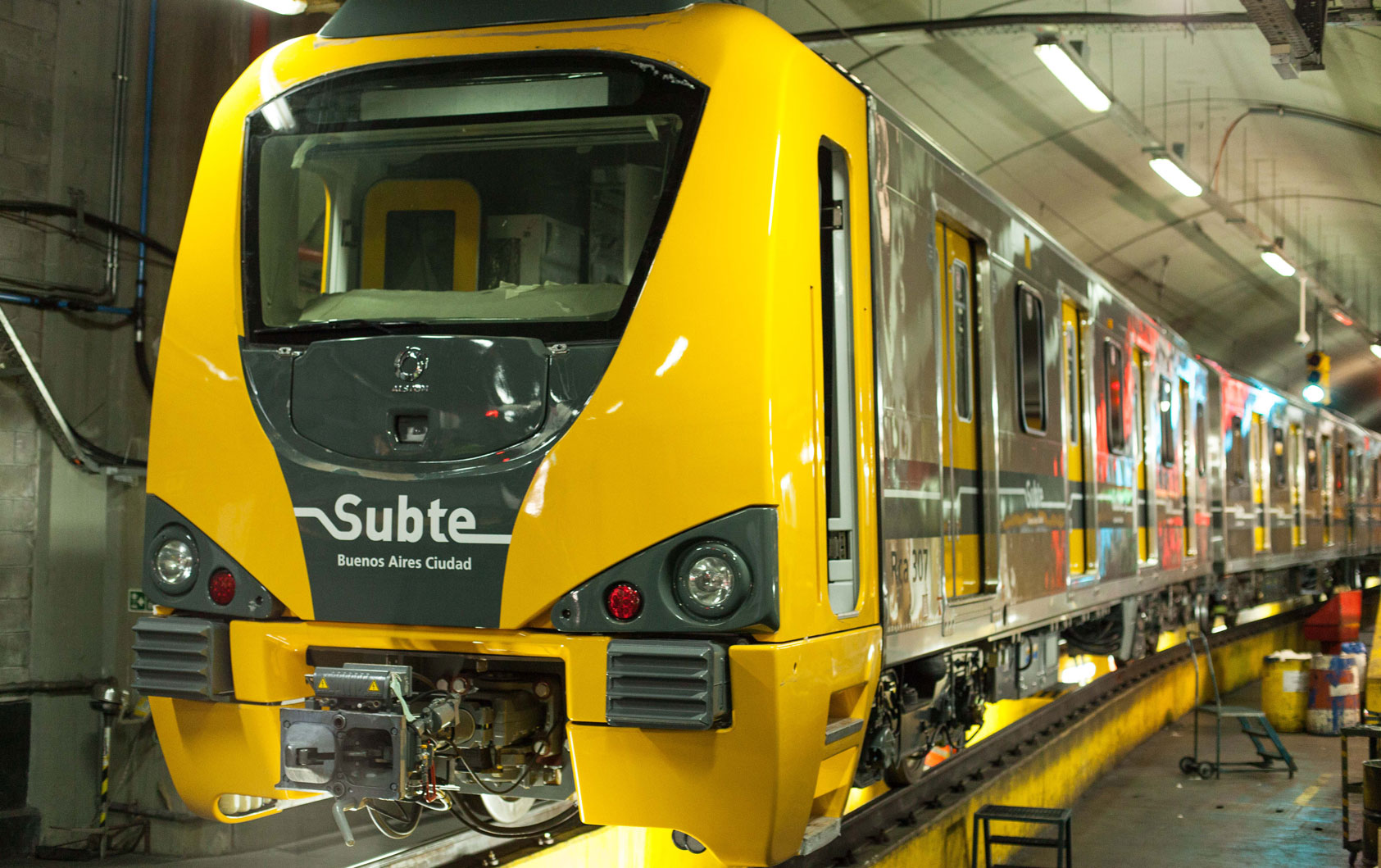
Trenul Alstom Metropolis (seria 300) al metroului din Buenos Aires (2016).

Trenurile Alstom Metropolis sunt asamblate în mai multe locuri din întreaga lume:
- Franța: Valenciennes;
- Polonia: Fabrica Alstom Konstal din Chorzów;
- Spania: Santa Perpetua de Mogoda;
- Brazilia: São Paulo,[8] Taubaté;[9][10]
- China: Fabricile CRRC Nanjing Puzhen din Nanjing și SATCO (compania mixtă Shanghai Alstom Transport Company) din Shanghai;
- India: Sricitate.